# Guvernul Ion Gh. Maurer (2)
Guvernul Ion Gh. Maurer (2) a fost un consiliu de miniștri care a guvernat România în perioada 18 martie - 20 august 1965.

## Componența
- Președintele Consiliului de Miniștri

Ion Gheorghe Maurer (18 martie - 20 august 1965)

### Vicepreședinți ai Consiliului de Miniștri
- Prim-vicepreședinte al Consiliului de Miniștri

Emil Bodnăraș (18 martie - 20 august 1965)
- Prim-vicepreședinte al Consiliului de Miniștri

Gheorghe Apostol (18 martie - 20 august 1965)
- Prim-vicepreședinte al Consiliului de Miniștri

Alexandru Drăghici (18 martie - 24 iulie 1965)
Ilie Verdeț (24 iulie - 20 august 1965)
- Vicepreședinte al Consiliului de Miniștri

Alexandru Moghioroș (18 martie - 20 august 1965)
- Vicepreședinte al Consiliului de Miniștri

Alexandru Bârlădeanu (18 martie - 20 august 1965)
- Vicepreședinte al Consiliului de Miniștri

Gheorghe Gaston Marin (18 martie - 20 august 1965)
- Vicepreședinte al Consiliului de Miniștri

Petre Blajovici (4 octombrie 1955 - 19 martie 1957)
- Vicepreședinte al Consiliului de Miniștri

Gheorghe Rădoi (18 martie - 20 august 1965)
- Vicepreședinte al Consiliului de Miniștri

Gheorghe (Gogu) Rădulescu (18 martie - 20 august 1965)

### Miniștri
- Ministrul de interne

Alexandru Drăghici (18 martie - 24 iulie 1965)
Cornel Onescu (24 iulie - 20 august 1965)
- Ministrul de externe

Corneliu Mănescu (18 martie - 20 august 1965)
- Ministrul justiției

Adrian Dumitriu (18 martie - 20 august 1965)
- Ministrul forțelor armate

Leontin Sălăjan (18 martie - 20 august 1965)
- Ministrul finanțelor

Aurel Vijoli (18 martie - 20 august 1965)
- Ministerul industriei metalurgice

Ion Marinescu (18 martie - 20 august 1965)
- Ministrul petrolului și chimiei

Mihail Florescu (18 martie - 20 august 1965)
- Ministrul minelor și energiei electrice

Bujor Almășan (18 martie - 20 august 1965)
- Ministrul industriei construcțiilor

Dumitru Mosora (18 martie - 20 august 1965)
- Ministrul construcțiilor de mașini

Mihai Marinescu (18 martie - 20 august 1965)
- Ministrul industriei ușoare

Alexandru Sencovici (18 martie - 20 august 1965)
- Președintele Consiliului Superior al Agriculturii

Mihai Dalea (18 martie - 24 iulie 1965)
Nicolae Giosan (24 iulie - 20 august 1965)
- Ministrul economiei forestiere

Mihai Suder (18 martie - 20 august 1965)
- Ministrul industriei alimentare

János Fazekas (18 martie - 20 august 1965)
- Ministrul comerțului interior

Mihail Levente (18 martie - 20 august 1965)
- Ministrul comerțului exterior

Mihail Petri (18 martie - 20 august 1965)
- Ministrul transporturilor și telecomunicațiilor

Dumitru Simulescu (18 martie - 20 august 1965)
- Ministrul sănătății și prevederilor sociale

Voinea Marinescu (18 martie - 20 august 1965)
- Ministrul învățământului

Ștefan Bălan (18 martie - 20 august 1965)

### Miniștri secretari de stat
- Președintele Comitetului de Stat pentru Cultură și Artă (cu rang de ministru)

Constanța Crăciun (18 martie - 20 august 1965)
- Președintele Comitetului de Stat al Planificării (cu rang de ministru)

Gheorghe Gaston Marin (18 martie - 20 august 1965)

## Sursa
- Stelian Neagoe - "Istoria guvernelor României de la începuturi - 1859 până în zilele noastre - 1995" (Ed. Machiavelli, București, 1995)
- Rompres Arhivat în 11 februarie 2007, la Wayback Machine.

| Precedat(ă) de: Guvernul Ion Gh. Maurer (1) | Guvernul Ion Gh. Maurer (2) 18 martie - 20 august 1965 | Succedat(ă) de: Guvernul Ion Gh. Maurer (3) |